# Jadwiga Hryniewiecka

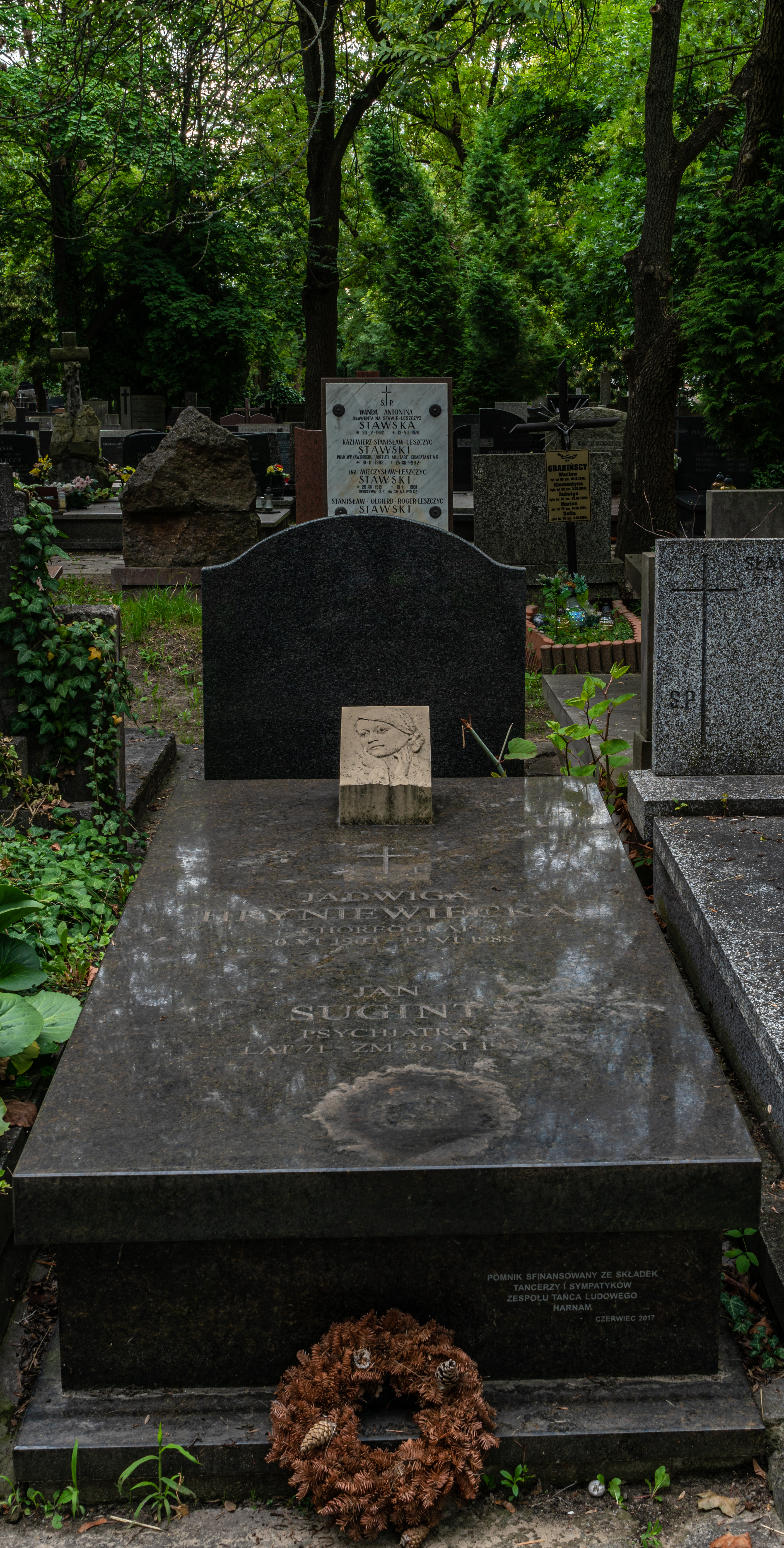
Grób Jadwigi Hryniewieckiej na cmentarzu Powązkowskim

Jadwiga Hryniewiecka (ur. 20 czerwca 1903 w Niżnym Nowogrodzie, zm. 19 czerwca 1988 w Warszawie) – tancerka, choreograf, baletmistrzyni i pedagog. Współzałożycielka Zespołu Tańca Ludowego „Harnam” i pierwszy choreograf PZLPiT „Mazowsze”.

## Życiorys
Urodziła się 20 czerwca 1903 w Niżnym Nowogrodzie. Do Polski przybyła wraz rodziną w 1918 i osiedliła się w Warszawie. W latach 1919–1924 uczyła się w Szkole Tańca Scenicznego i Umuzykalnienia Tacjanny i Stefana Wysockich. Następnie uczyła się w Paryżu m.in. akrobatyki i w Dreźnie w szkole Mary Wigman.
Pracę zawodową rozpoczęła w sezonie 1925/26 w Teatrze „Reduta” w Wilnie jako kierownik działu plastyki ruchu scenicznego. W 1927 podjęła współpracę z Leonem Schillerem, pracując z mężem Dobiesławem Damięckim. Od 1934 pełniła rolę baletmistrza i choreografa w Teatrze Wielkim. Współpracowała z wszystkimi ważniejszymi teatrami w II RP.
W 1945 stworzyła sławną choreografię do spektaklu w reż. Leona Schillera Krakowiacy i Górale wystawionego w Teatrze Wojska Polskiego. W latach 1945–1948 była baletmistrzynią Centralnego Zespołu Artystycznego Wojska Polskiego. W 1947 założyła ZTL „Harnam”, w którym była dyrektorem artystycznym i pierwszym choreografem przez kolejne 30 lat. Na zaproszenie Tadeusza Sygietyńskiego została pierwszym choreografem „Mazowsza”. Współpracowała też m.in. z RZA WP, „Starówką” oraz Teatrem TV. Kształciła również instruktorów amatorów na kursach SPARA w ośrodku w Skolimowie.
W 1978 odeszła z „Harnama” na emeryturę. W 1986 obchodziła jubileusz 65-lecia pracy artystycznej. Przekazała wspomnienia, dokumentację i pamiątki swojej działalności, jakie zdołała przechować, wychowankowi Włodzimierzowi Tomaszewskiemu, który na tej podstawie przygotował pierwsze szerokie opracowanie biograficzne Hryniewieckiej.
Zmarła 19 czerwca 1988 w Warszawie, pochowana na cmentarzu Powązkowskim (kwatera 121-3-8).

## Ordery i odznaczenia
- Order Sztandaru Pracy I klasy (1958)
- Krzyż Oficerski Orderu Odrodzenia Polski (1978)
- Krzyż Kawalerski Order Odrodzenia Polski (1962)
- Złoty Krzyż Zasługi
- Srebrny Krzyż Zasługi
- Medal Miasta Łodzi za wybitne osiągnięcia w dziedzinie kultury i sztuki (1976)
- Złota Odznaka Honorowa Towarzystwa „Polonia”
- Honorowa Odznaka miasta Łodzi (1960)
- Odznaka honorowa Stowarzyszenia Autorów ZAiKS (1986)[4]

Źródło:.

## Nagrody
- Nagroda Miasta Łodzi w dziedzinie upowszechnienia kultury (1962)
- nagroda na VIII FTPP w Toruniu za choreografię do przedstawienia Kulig Leona Schillera w Teatrze im. Stefana Jaracza w Olsztynie i Elblągu (1966)